# Dugave
Dugave su urbano gradsko naselje na jugoistoku Novog Zagreba, dijelu grada Zagreba južno od rijeke Save. Na sjeveru ih Vatikanska ulica dijeli od Travnog, na zapadu Ulica SR Njemačke od Sloboštine, a na istoku graniče s naseljem Jakuševec. Pripadaju gradskoj četvrti Novi Zagreb – istok.  Površina naselja je 85,02 ha, a za popisa stanovništva 2011. godine u njemu je živjelo 10.492 stanovnika.  Poštanski broj je 10010.

## Povijest
Skupština općine Novi Zagreb je 1975. godine donijela odluku o provedbenom urbanističkom planu za naselje, a prvu nagradu za idejno rješenje naselja osvojili su Ivan Čižmek, Tomislav Odak, Tomislav Bilić i Zdenko Vazdar. Prilikom projektiranja naselja napušteno je načelo ortogonalnog rasporeda ulica kakvoga se moglo vidjeti u ranijim novozagrebačkim naseljima. Dugave predstavljaju prekretnicu u odnosu na dotadašnju hrvatsku urbanističku i arhitektonsku praksu jer se radi o prvom naselju izvedenom u sustavu novoutemeljenog modela Društveno usmjerene stambene izgradnje (DUSI).
Kamen temeljac za početak izgradnje ovog zagrebačkog naselja postavljen je 25. svibnja 1977. godine.

## Uređenje
U naselju je planski, kao i u susjednom Travnom, ostavljeno mnogo zelenih površina. Dugave imaju svoju osnovnu školu (I. OŠ Dugave i OŠ Fran Galović),  crkvu (crkva sv. Mateja), nogometni klub (NK Zelengaj), vrtić, knjižnicu, ambulantu, više ljekarni, različite sportske terene te trgovačke centre Mali i Veliki Oktogon.
Isušeni rukavac rijeke Save, Savišće, prolazi kroz naselje od sjevera prema jugu i djeci još ponekad služi za sanjkanje.
Pokraj škole u Dugavama iscrtan je najveći grb nogometnog kluba GNK Dinama.

## Javni prijevoz
Iz Dugava prema gradu voze dvije izravne autobusne linije:  
- 109 (Črnomerec – Dugave)
- 220 (Glavni kolodvor – Dugave)

## Poznate osobe
- Igor Bišćan
- Robert Knjaz

## Šport
- NK Zelengaj